# Schwelmer Straße 8

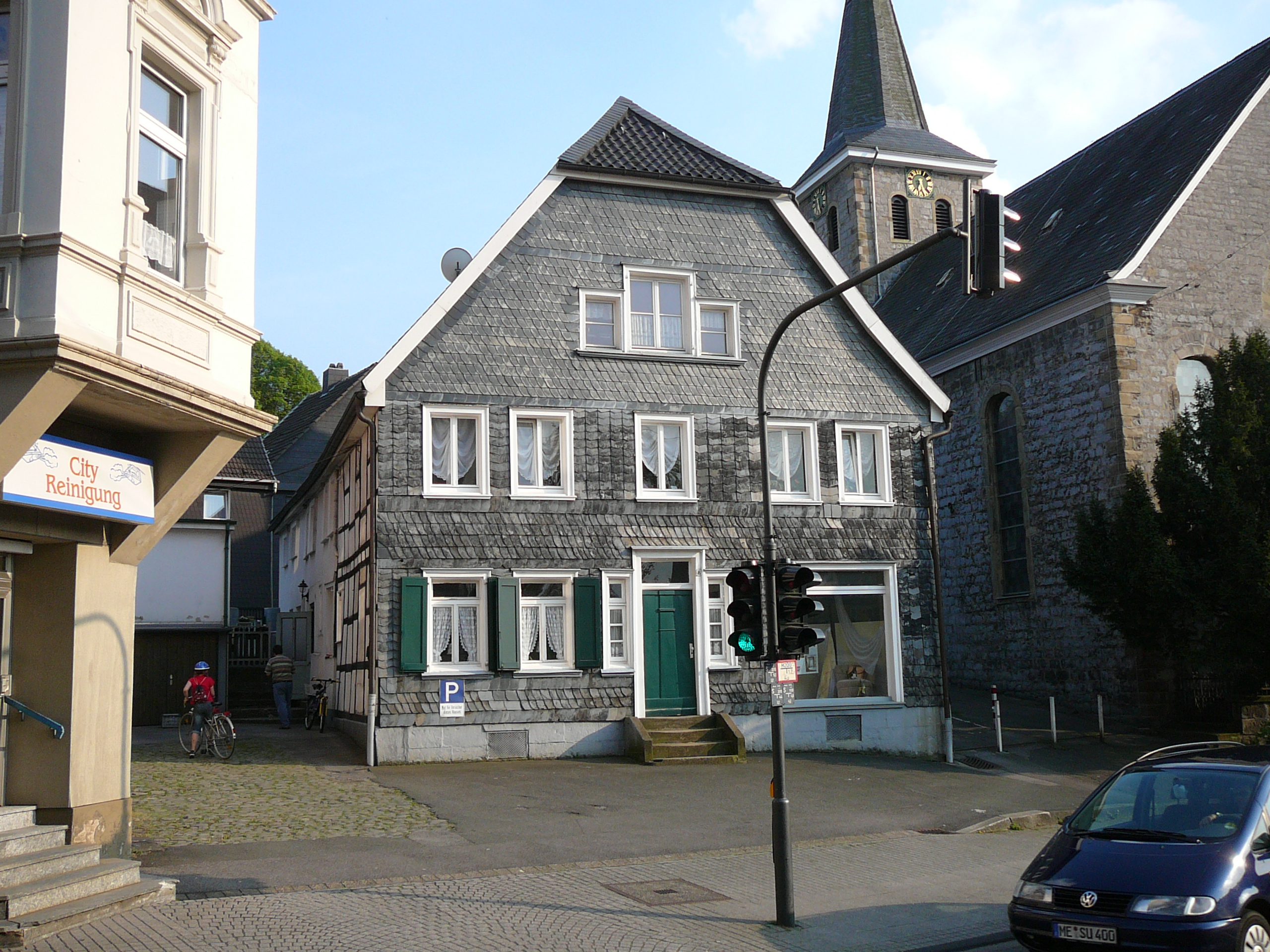
Schwelmer Straße 8

Das zweigeschossige Wohn- und Geschäftshaus Schwelmer Straße 8 in Wuppertal-Langerfeld wurde um 1785, der hintere südliche teils verputzte Gebäudeteil (Odoakerstraße 7) wurde 1677 errichtet. Das Fachwerkhaus ist verschiefert und mit einem Krüppelwalm/Satteldach, das zur Schwelmer Straße abgewalmt ist, überdeckt. Das Gefache ist bei dem vorderen östlichen Teil der Fassade sichtbar. Im Erdgeschoss zur Schwelmer Straße ist ein Ladeneinbau, der über eine vierstufige Freitreppe erschlossen wird. Die Eingangstüre wird von schmalen Fenstern flankiert.
Der hintere Gebäudeteil ein ehemaliges Hofeshaus von 1677 ist das älteste noch vorhandene Bauwerk von Langerfeld. Es wurde von Johann Langerfeld und Sophia Prinz als Ersatz für ihren im Dreißigjährigen Krieg zerstörten Hof errichtet.
Das Erbauungsjahr wird durch eine Inschrift auf einer Holztafel dokumentiert:
| „Psalm 25 Nach dir Herr verlangt mich mein Gott ich hoffe auff dich laszmich nicht zu schanden wer den das sich meine Feinde nicht freven uber mich Johan Langerfeld und Sophia Prins AO 1677“ |

Das Gebäude bildet mit den Häusern Odoakerstraße 1 und 3 sowie der Schwelmer Straße 5 ein Gebäudeensemble um die Alte Kirche und stellt den historischen Ortskern Langerfelds dar.
Am 25. Juli 1985 wurde das Haus als Baudenkmal in die Denkmalliste der Stadt Wuppertal eingetragen.